# Список мурованих шатрових храмів Росії XVI—XVII століть
У цьому списку представлені архітектурні споруди, що відносяться до особливого типу храмового будівництва, поширеного на російських теренах у XVI—XVII ст. Тип шатрового храму зародився на початку XVI ст. Перші храми такого типу були побудовані іноземцями, і несуть в собі елементи тогочасної західноєвропейської архітектури, поєднані з рисами місцевого стилю давньоруської архітектури. У дореволюційні часи був навіть поширений термін «російська готика». Хоча церкви такого типу будувались не дуже часто, муроване шатрове будівництво було надзвичайно поширене та в значній мірі вплинуло на архітектурну традицію Росії. Окремі храми будувались навіть у XVIII ст. Церкви такого типу різноманітні за формами та зовнішнім оздобленням. Менш поширеним був тип шатрового храму-дзвіниці — «іже під дзвони».
Храмова шатрова архітектура була поширена майже виключно лише на великоросійських землях. На теренах тодішньої Гетьманщини цей стиль практично невідомий (окрім Варваринської церкви «під дзвони» у Китайгороді). Малочисельні також і шатрові дзвіниці, типові на великоросійських теренах[а].
Храми такого типу будувались із конструктивним шатром (тобто відкритим у храмовий простір) або з декоративним (глухе шатро, поставлене на склепіння). Храми з конструктивним шатром будувались переважно в XVI столітті, з декоративним — головним чином у XVII. У 1650-ті рр. наказами патріарха Никона шатрове будівництво власне храмів було заборонено. І хоча після його падіння заборону скасували, масового зведення шатрових церков вже не було.
Список включає споруди як збережені до нашого часу, так і втрачені (повністю, або частково, якщо є інформація). Для кожної будівлі вказані назва (посвячення), місцерозташування, дата будівництва, примітки, фото. Список побудований за хронологічним принципом, частково збережені споруди позначені рожевим кольором. Повністю втрачені об'єкти виділені сірим кольором.

## Список мурованих шатрових храмів
|  | Об'єкти, що не збереглись у первісному вигляді або дійшли у зруйнованому стані |
|  | Об'єкти, що повністю втрачені                                                  |

### Пам'ятки XVI століття
| Назва                                                                       | Місцерозташування                         | Датування                                                                                                   | Примітки | Фото |
| --------------------------------------------------------------------------- | ----------------------------------------- | --- | --- | ---- |
| Покровська церква Александрівського Успенського монастиря                   | Владимирська область, Александров         | 1508—1513 (В. В. Кавельмахер, С. В. Заграєвський), 1550-ті (О. І. Некрасов) або 1570-ті (А. Л. Баталов) рр. | Згідно з сучасними дослідженнями, церква є найдавнішим шатровим храмом Росії. Первісно вона називалась Троїцькою. Автор будівлі — найвірогідніше італієць Алевіз Новий Фрязін (Алоїзій Ламберті да Монтаньяно). Збудована за наказом Василя III Івановича як один з храмів його літньої палацевої резиденції в Александровській Слободі. Первісно це був невеликий кубічний безабсидний трапезний храм, проте в другій половині XVII ст. були додані численні прибудови, в тому числі приділ[б] та шатрова дзвіниця. На внутрішньої поверхні храмового шатра збереглись розписи 1570-х рр. |      |
| Церква Євфимія Великого Снетогорського монастиря                            | Псков                                     | 1520-рр.(?), за непрямими даними.                                                                           | Трапезний безапсидний гранчастий храм. За іншими даними, зроблений шатровим у середині XVI ст. Знищений у 1834 р. |      |
| Церква Вознесіння у Коломенському                                           | Москва                                    | 1528 — 1532 рр.                                                                                             | Раніше вважалась найдавнішим мурованим шатровим храмом. Збудована великим князем Василем III Івановичем. Архітектор — найвірогідніше італієць Петрок Малий (Петро Фрязин, П'єтро Франческо Аннібале). Це високий безабсидний храм на подклеті, оточений критими папертями з трьома крильцями. Пам'ятка ЮНЕСКО. |      |
| Воскресенська церква                                                        | Московська область, Городня (Зевалово)    | 1530-ті — 1540-ві pp., перебудовувалась.                                                                    | Великий восьмигранний храм, первісно безабсидний. Побудований поміщиком С. І. Злобіним. Наприкінці XVII ст. прибудована двоповерхова паперть з двома малими одноабсидними хрестово-купольними приділами. Дзвіниця XIX ст. На початку XXI ст. в результаті бездарної «реставрації» до храму прибудована абсида, при чому була знищена частина східної стіни первісної церкви. |      |
| Церква Миколи Чудотворця Покровського монастиря                             | Нижньогородська область, Балахна          | 1552 р. | Побудована Іваном IV Васильовичем в часи Казанської війни. Кубічний триабсидний храм на підклеті. Прибудови 1719—1722 рр., в тому числі шатрова дзвіниця, знищені за радянських часів. |      |
| Успенська церква Брусенського монастиря                                     | Московська область, Коломна               | 1552 р. | Невеликий кубічний триабсидний храм. Не має рівня вісьмерику: шатро поставлене безпосередньо на верхи стін. У 1880-х рр. з заходу до храму була прибудована величезна двоповерхова трапезна дурної «псевдоросійської» архітектури. |      |
| Церква Олексія Митрополита Рязанського Солотчинського монастиря             | Рязанська область, Солотча                | Бл. 1552 р.                                                                                                 | Восьмигранний храм з двоповерховою трапезною палатою. Храм повністю розібраний в 1847 р. |      |
| Покровський собор, що на Рву                                                | Москва                                    | 1554 — 1560 рр.                                                                                             | Шатровим є лише центральний стовп дев'ятибанного храму. Побудований Іваном IV Васильовичем відразу по закінченню Казанської війни, згідно з найпоширенішою легендою — Постніком Яковлєвим. Пам'ятка ЮНЕСКО. |      |
| Спасо-Преображенський собор Воротинського монастиря                         | Калуга, Спас                              | 1550-ті рр.                                                                                                 | Побудований князем М. І. Воротинським. Кубічний триабсидний храм на підклеті. |      |
| Спасо-Преображенський собор Соловецького монастиря                          | Архангельська область, Соловецькі острови | 1557 — 1566 рр.                                                                                             | Побудований Іваном IV Васильовичем. Первісно шатровий храм з приділами, через деякий час після побудови храмове шатро напіврозібрано, залишена частина перетворена на конусоподібний гранчастий бабинець. Пам'ятка ЮНЕСКО. |      |
| Церква Сергія Радонезького (Розп'ятська) Богоявленського монастиря в Кремлі | Москва                                    | 1557 — 1558 рр.                                                                                             | Збудована Іваном IV Васильовичем. Високий одноапсидний храм з прибудовами XVII ст. Церква, як і інші споруди Богоявленського монастиря, знищена наприкінці XVIII — на початку XIX ст. при побудові будинку старої Збройової палати. |      |
| Церква Козьми та Даміана                                                    | Владимирська область, Муром               | Освячена в 1564 р.                                                                                          | Збудована царем Іваном IV Васильовичем. Зодчий — ймовірно Постнік Яковлєв. Кубічний одноабсидний храм. Шатро зруйнувалось в 1868 р. від буревію, нині храм відновлений, але в дуже спотвореному вигляді. |      |
| Борисоглібський собор                                                       | Тверська область, Стариця                 | 1558 — 1561 рр., перебудовувався.                                                                           | Первісно це був великий п'ятишатровий храм, при чому шатрові бані стояли на єдиному високому спільному ярусі. Собор був збудований коштом удільного князя В. А. Старицького. У середині XVIII ст. обвалились два бічні шатра. Остаточно храм розібраний в 1802 р. |      |
| Церква Микити Мученика                                                      | Ярославська область, Єлізарово            | 1552 — 1556(?), 1566—1567 рр.                                                                               | Побудована в своїй вотчині відомим опричником А. Д. Басмановим. Триабсидний храм, прикрашений різноформними кокошниками. На початку XIX ст. прибудовані трапезна та масивна класицистична дзвіниця. |      |
| Церква Миколи Чудотворця «Довгошея»                                         | Рязань                                    | 1566 р. | Побудована А. Д. Басмановим або Ф. А. Басмановим в часи їхнього воєводства в місті. Кубічний одноабсидний храм з пізнішою дзвіницею. У 1902 р. розібрана та зведена заново, цей новороб зруйнований за радянських часів. |      |
| Церква Усікновення голови Івана Предтечі на Дівочому полі.                  | Москва                                    | Бл. 1570 р.                                                                                                 | Триабсидний храм з кількома рівнями закомар та кокошників, трапезна та шатрова дзвіниця були прибудовані в XVII ст. Поруйнована французами в 1812 р., в 1820-ті рр. її руїни було розібрано. |      |
| Церква Миколи Чудотворця (Гостинодворська)                                  | Казань                                    | Бл. 1570 р.                                                                                                 | Високий, первісно безабсидний храм. У XIX ст. сильно спотворений: прибудована абсида, первісне храмове шатро розібране та збудоване знову з викривленнями, прибудована нова [дзвіниця]. За радянських часів верхи храму розібрані. Від древнього храму залишилась лише коробка стін. |      |
| Розп'ятська церква                                                          | Владимирська область, Александров         | 1570 р. | Церква типу «іже під дзвони». Розбудована Іваном IV Васильовичем із стовпоподібного храму 1508—1513 рр. Наприкінці XVII ст. прибудовані т.зв. «Марфіни палати» — двоповерхова споруда-темниця. |      |
| Спасо-Преображенська церква                                                 | Московська область, Остров                | 1570-ті або 1590-ті рр.                                                                                     | Високий білокам'яний триабсидний храм з двома малими хрестово-купольними одноабсидними приділами. Побудована найвірогідніше Іваном IV Васильовичем (за іншими даними — Борисом Годуновим). Над кубічною основою храму розташовані 12 малих бань, церква рясно прикрашена ярусами кокошників. Низька паперть та псевдоготична дзвіниця прибудовані в 1830—1838 рр. |      |
| Успенська церква Спасо-Євфиміївського монастиря                             | Владимирська область, Суздаль             | 1570-ті рр.                                                                                                 | В об'єм нової церкви увійшли частини малого безстовпного храму-попередника 1520-х рр. Високий одноабсидний трапезний храм з численними прибудовами XVI—XVII ст. Пам'ятка ЮНЕСКО. |      |
| Введенська церква Успенського монастиря                                     | Тверська область, Стариця                 | Бл. 1570 р.                                                                                                 | Побудована Іваном IV Васильовичем. Високий безабсидний храм з двоповерховою трапезною палатою. |      |
| Введенська церква Ферапонтова Лужецького монастиря                          | Московська область, Можайськ              | 1577 р. | Побудована Іваном IV Васильовичем. Кубічний безабсидний храм з трапезною палатою. У середині XVIII ст. дуже перебудований, шатро розібране. Фактично від древнього храму залишилась лише коробка стін четверику. |      |
| Церква Іллі Пророка                                                         | Московська область, Прусси                | До 1578 р.                                                                                                  | Збудована І. В. Шереметєвим у своїй вотчині. Невеликий кубічний храм з тридільним вівтарем. Нині відновлюється після тривалого запустіння. |      |
| Благовіщенська церква Троїцького Лютікова Монастиря                         | Калузька область, Корекозево              | 1570-ті рр.                                                                                                 | Тип «іже під дзвони». Трапезний храм, прибудови та приділ — XVII—XIX ст. Побудований дворянами Салтиковими. Знищений наприкінці 1930-х рр. |      |
| Церква Петра Митрополита                                                    | Ярославська область, Переславль-Залєський | Освячена в 1585 р.                                                                                          | Побудована на вклад царя Федіра I Івановича. Безабсидний храм на підклеті, оточений двоповерховою папертю. Двоярусна класицистична дзвіниця — XIX ст. |      |
| Спасо-Преображенська церква в Спас-Тушино                                   | Москва                                    | 1586 — 1587 рр.                                                                                             | Невеликий кубічний храм. До 1764 р. тут був монастир. Церква знищена на початку 1880-х рр., на її місці зведена нова, у «псевдоросійському стилі». |      |
| Церква Різдва Христового                                                    | Московська область, Бєсєди                | Бл. 1590 р. (1598 - 1599?)                                                                                  | Побудована Д. І. Годуновим в своїй вотчині. Білокам'яна церква з цегляним шатром. Два первісних малих хрестово-купольних приділи знищені та зведені заново на початку XIX ст. Дзвіниця — кінця XIX ст. |      |
| Введенська церква Троїцького Болдіна Монастиря                              | Смоленська область, Болдіно               | 1592 р. | Побудована, разом із іншими монастирськими спорудами, майстром Ф.C.Конем на кошти Бориса Годунова. Сильно зруйнована гітлеровцями в 1943 р., нині відбудована, проте в дуже спотвореному вигляді. |      |
| Богоявленськая церква                                                       | Костромська область, Красне-на-Волзі      | 1592 р. | Побудована в своїй вотчині Д. І. Годуновим. Кубічний триабсидний храм на підклеті, з чотирма ярусами різноформних закомар та кокошників. З трьох боків церква оточена папертю з двома малими купольними приділами. Невелика шатрова дзвіниця — 1770-х рр. |      |
| Смоленська церква                                                           | Тверська область, Кушаліно                | 1594 — 1597 рр.                                                                                             | Побудована в своїй вотчині «царем» Симеоном Бекбулатовичем. Триабсидний кубічний храм з купольними приділами в бічних абсидах. Трапезна та дзвіниця — кінця XIX ст. |      |
| Церква Святого Георгія Владичного монастиря                                 | Московська область, Серпухів              | 1598 — 1606 рр.                                                                                             | Масивний безабсидний храм з двоповерховою трапезною та іншими прибудовами XVI—XVII ст.; побудована коштом Бориса Годунова. |      |
| Церква Бориса та Гліба в Борисовому Городку                                 | Московська область, Борисово              | Межа XVI—XVII ст.                                                                                           | Високий храм на підклеті, заввишки 74 м. Побудований Борисом Годуновим у своїй заміській резиденції. Знищена, як і інші споруди Борисова Городка, в 1802 р. |      |

### Пам'ятки XVII століття
| Назва                                                                                | Місцерозташування                         | Датування                                    | Примітки | Фото |
| ------------------------------------------------------------------------------------ | ----------------------------------------- | -------------------------------------------- | --- | ---- |
| Спасо-Преображенська церква в Копьє                                                  | Москва                                    | 1623р.                                       | Кубічний триабсидний храм. Наприкінці XVII ст. додані південний хрестово-купольний приділ та шатрова дзвіниця над притвором. Храм сильно постраждав від пожежі 1812 р., у 1817 р. був зламаний. |      |
| Успенська «Дивна» церква Олексіївського монастиря                                    | Ярославська область, Углич                | 1628 або 1630-ті рр.                         | Трапезний двоповерховий трьохшатровий триабсидний храм. |      |
| Архангельський собор                                                                 | Нижній Новгород                           | 1628 — 1631 рр.                              | Побудований майстрами Л. С. Семеновим-Возоуліним та А.Константиновим на фундаментах храмів XIII—XIV ст. Кубічний триабсидний храм з масивною шатровою дзвіницею 1620-х рр. (остання дещо перероблена ззовні у XVIII ст.). Малий приділ 1670-х рр. перебудовувався, знищений в радянські часи. |      |
| Собор Олексія Чоловіка Божого Олексіївського монастиря в Чертольє                    | Москва                                    | 1631 — 1634 рр.                              | Побудований на замовлення царя Михайла Романова майстрами А.Константиновим та Т.Шарутіновим. Двошатровий храм, трапезна та шатрова дзвіниця прибудовані у другій половині XVII ст. Собор знищений в 1838 р. |      |
| Церква Зосіми та савватія Соловецьких Троїце-Сергієвої Лаври                         | Московська область, Сергієв Посад         | 1635 — 1638 рр.                              | Високий двоповерховий одноабсидний храм при лікарняних палатах, побудований келарем Олександром (Булатніковим). Пам'ятка ЮНЕСКО. |      |
| Церковь Покрови в Мєдвєдково                                                         | Москва                                    | 1635 — 1640 рр.                              | Побудована князем Дмитром Пожарським в своїй вотчині. Двоповерховий триабсидний храм з малими банями по кутам кубічного четверику. Два малих хрестово-купольних приділа та паперть прибудовані наприкінці XVII ст., невелика класицистична дзвіниця — XIX ст. |      |
| Трьохсвятительська церква Антонієва Сійського монастиря                              | Архангельська область, Монастир           | 1639, 1652 — 1661 рр.                        | Церква типу «іже під дзвони». Висока церква-дзвіниця з двоповерховою папертю. Верхні яруси та шатро були знищені за радянських часів, потім відтворені. |      |
| Церква Мартиніана Білозерського Ферапонтова монастиря                                | Вологодська область, Ферапонтово          | 1640 — 1641 рр.                              | Невеликий кубічний храм. Вівтарна частина збудована заново в середині XIX ст. Пам'ятка ЮНЕСКО. |      |
| Церква Зішестя Святого Духа                                                          | Рязань                                    | 1642 р.                                      | Церква побудована В. Х. Зубовим. У давні часи при ній був монастир. Двошатровий двухабсидний храм. Трапезна та дзвіниця — другої половини XIX ст. |      |
| Благовіщенська церква Антонієва Сійського монастиря                                  | Архангельська область, Монастир           | 1642 — 1644 рр.                              | Високий двоповерховий двухабсидний трапезний храм. |      |
| Троїцька церква в Троїцьком-Голеніщеві                                               | Москва                                    | 1644 — 1645 рр., шатрові приділи бл. 1650 р. | Побудована патриархом Йосифом. Майстри — А.Константинов та Л. М. Ушаков. Одноабсидний храм з двома одноабсидними шатровими приділами. Галереї пізні, шатрова дзвіниця зламана та зведена заново в 1860 р. |      |
| Успенська церква в Вешняках                                                          | Москва                                    | 1644 — 1646 рр.                              | Побудована в своїй вотчині Ф. І. Шереметєвим. Невідомий майстер кола А.Константинова. Двоповерховий одноабсидний храм, в 1650-ті рр. додані двоповерхові галереї з трьома малими купольними приділами. Барокова дзвіниця прибудована в 1734 р. |      |
| Покровський собор Хотькова Покровського монастиря                                    | Московська область, Хотьково.             | 1644 — 1648 рр.                              | Трьохшатровий храм із прямокутною вівтарною частиною. До притвору примикала шатрова дзвіниця. Знищений в 1811 р., новий собор побудований в стилі класицизм. |      |
| Церква Дмитра Солунського у Тверських воріт                                          | Москва                                    | До 1645 р.                                   | Двошатровий храм з трапезною та шатровою дзвіницею. Храм знищений окрім дзвіниці в 1791 р. та зведений заново у формах класицизму. Нова церква знесена в 1934 р. |      |
| Успенська церква Печерського Вознесенського монастиря                                | Нижній Новгород                           | 1640-ві рр.                                  | Побудована А.Константиновим. Трапезний кубічний триабсидний храм на підклеті. |      |
| Церква Євфимія Суздальського Печерського Вознесенського монастиря                    | Нижній Новгород                           | 1640-ві рр.                                  | Побудована А.Константиновим. Надбрамний храм з різноманітними прибудовами. |      |
| Церква Миколи Чудотворця в Сапожках                                                  | Москва                                    | Кінець 1640-х рр.                            | Двоповерховий двухшатровий храм з трапезною, нова невелика класицистична дзвіниця — кінця XVIII ст. Храм знищений в 1837 р. |      |
| Церква Похвали Богородиці                                                            | Тула                                      | Кінець 1640-х рр.                            | Трьохшатровий храм на підклеті, з прямокутною вівтарною частиною. Зруйнований бл. 1930 р. |      |
| Казанська церква Троїцького монастиря                                                | Владимирська область, Муром               | 1648 — 1652 рр.                              | Надбрамний безапсидний храм з трапезною та шатровою дзвіницею. |      |
| Церква Воскресіння Христова в Гончарах                                               | Москва                                    | 1649 р.                                      | Трьохшатровий храм, трапезна та дзвіниця збудовані в другій половині 1860-х рр. Храм знищений в 1932 р. |      |
| Святі ворота з церквами Богоявлення та Ферапонта Білозерського Ферапонтова монастиря | Вологодська область, Ферапонтово          | 1649 р.                                      | Надбрамний двухшатровий безабсидний храм. Пам'ятка ЮНЕСКО. |      |
| Церква Різдва Христового в Путінках                                                  | Москва                                    | 1649 — 1652 рр.                              | Трьохшатровий трапезний храм з прямокутною вівтарною частиною, галереями, шатровим приділом та шатровою дзвіницею. Крильце додано за радянських часів. |      |
| Церква Ірини Мучениці на Наришкіному Дворі                                           | Москва                                    | 1649 — 1652 рр.                              | Невеликий домовий одноабсидний храм на підклеті, із трипролітною дзвіницею "псковського" типу. Частина комплексу палат роду Наришкіних. Церква розібрана у 1818 р., у 1870-ті рр. відтворена у гіпотетичних первісних формах. Знесена разом із перебудованим палацем наприкінці 1920-х рр. |      |
| Входоєрусалимський собор Іоанно-Предтечинського монастиря                            | Казань                                    | Поч. 1650-х рр.                              | Трьохшатровий храм. Знищений та збудований заново з численними викривленнями в 1887—1894 рр. Ця новобудова знищена в 1930-ті рр. |      |
| Введенська церква Воротинського монастиря                                            | Калуга, Спас                              | Поч. 1650-х рр.                              | Двошатровий двоповерховий трапезний храм з прямокутною вівтарною частиною. Дзвіниця в стилі класицизм прибудована в XIX ст. |      |
| Троїцька церква Савино-Сторожевського монастиря                                      | Московська область, Савина Слобода        | ПОч. 1650-х рр.                              | Невеликий надбрамний одноабсидний храм. |      |
| Успенська церква Благовіщенського монастиря                                          | Нижній Новгород                           | Поч. 1650-х рр.                              | Двоповерховий двошатровий триабсидний трапезний храм з шатровою дзвіницею. |      |
| Смоленська церква Іоанно-Предтечинського монастиря                                   | Смоленська область, Вязьма                | Бл. 1652 р.                                  | Трапезна триабсидна трьохшатрова церква з двома малими купольними приділами. |      |
| Церква Сергія Радонезького Миколо-Волосовського монастиря                            | Владимирська область, Волосове            | Бл. 1652 р.                                  | Невеликий двоповерховий трапезний храм. |      |
| Церква Євфимія Суздальського Кирило-Білозерського монастиря                          | Вологодська область, Кириллов             | 1653 р.                                      | Невеликий кубічний одноабсидний храм з трапезною та однопролітною дзвіницею «псковського» типу. |      |
| Спасо-Преображенська церква Благовіщенського Кіржачського монастиря                  | Владимирська область, Кіржач              | До 1656 р.                                   | Храм типу «іже під дзвони». Кубічний масивний одноабсидний четверик, увінчаний шатровою дзвіницею. |      |
| Воскресенський собор Новоєрусалимського монастиря                                    | Московська область, Істра                 | 1658 — 1666, цегляне шатро 1682—1684 рр.     | Собор оригінальної архітектури збудовано зодчим А.Мокєєвим на замовлення патріарха Нікона, добудовувався за царя Федіра III. Власне шатрова частина була не церквою, а «двором церковним» над каплицею «Гробу Господнього». Шатро впало в 1723 р. Храм відбудований І. Ф. Мичуриним в 1732—1738 рр. (верхній ярус з шатром відтворений з дерева в 1756—1761 рр. К. І. Бланком, за проектом Ф.-Б. Растреллі (1754 р.)). Храм зруйнований гітлерівцями в 1941 р., нині він повільно відновлюється. |      |
| Церква Володимирської ікони на Божедомці                                             | Ярославль                                 | До 1678 р.                                   | Трьохшатровий храм з прямокутною вівтарною частиною, трапезною та шатровою дзвіницею. |      |
| Троїцька церква Александрової Чудової пустині                                        | Ярославська область, Александрова пустинь | До 1678 р.                                   | Залишились руїни. Це була трьохшатрова церква з трапезною та масивною шатровою дзвіницею. Храм був поруйнований за радянських часів, верхи його обвалились в 2007 р. |      |
| Церква Захарія та Єлизавети Олександрово-Свирського монастиря                        | Ленінградська область, Свирське           | 1683 — 1685 рр.                              | Кубічна церква типу «іже під дзвони». У XIX ст. дуже перебудована: заново зведені вівтарна та трапезна частини. Шатро знищене під час бойових дій в 1941 р., не відтворене. |      |
| Церква Миколи Чудотворця в Петровському                                              | Московська область, Литкаріно             | 1681 — 1690 рр.                              | Побудована в своєму маєтку І. М. Мілославським. У радянські часи було зруйноване храмове шатро. Первісні форми храму відновлені в 1970-ті рр. |      |
| Знаменська церква                                                                    | Московська область, Анніно                | До 1690 р.                                   | Побудована І. М. Мілославським або М. Б. Мілославським. Дзвіниця — першої половини XIX ст. |      |
| Церква Іллі Пророка                                                                  | Івановська область, Тєйково               | 1694 — 1699 рр.                              | Побудована князями Прозоровськими. Тип «іже під дзвони». Зальна трапезна церква з гранчастим вівтарем та високою шатровою дзвіницею над основним об'ємом. |      |
| Церква Олексія Митрополита Спасо-Преображенського монастиря                          | Калузька область, Підкопаєве              | Кінець XVII ст.                              | Має риси наришкінського бароко. Надбрамний храм "іже під дзвони". Одноабсидний четверик основного об'єму увінчаний стовпоподібною дзвіницею з двоярусним шатром. |      |

У XVIII ст. відомі лише поодинокі випадки будівництва шатрових храмів в архаїчному стилі допетровської архітектури.

### Пам'ятки XVIII століття
| Назва                                      | Місцерозташування                    | Датування                  | Примітки | Фото |
| ------------------------------------------ | ------------------------------------ | -------------------------- | --- | ---- |
| Казанська церква                           | Липецька область, Талиця             | 1-ша половина XVIII ст.(?) | Кубічний храм з тридільною вівтарною частиною та низькою трапезною. Дзвіниця — першої половини XIX в. |      |
| Церква Усікновіння Голови Івана Хрестителя | Татарстан, Потаніха                  | 1738 р.                    | Тип «іже під дзвони». Побудована купцем І. А. Міхляєвим. Високий триярусний одноабсидний храм на підклеті, з численними прибудовами, в тому числі двоповерховими палатами. Приділ в стилі «вісьмерик на четверику» — 1766 р. |      |
| Церква Варвари                             | Дніпропетровська область, Китайгород | 1755 — 1756 рр.            | Тип «іже під дзвони». Кубічний двухабсидний храм з масивною шатровою дзвіницею над основним об'ємом. Побудована в своєму маєтку офіцером П. Є. Семеновим.                                                                    |      |

Також відомі дуже нечисленні шатрові храми-приділи. Це тип малих несамостійних храмів-прибудов при великих багатопрестольних парафіяльних або монастирських церквах.

## Шатрові придільні храми
| Назва                                                                                   | Місцерозташування                     | Датування   | Примітки | Фото |
| --------------------------------------------------------------------------------------- | ------------------------------------- | ----------- | --- | ---- |
| Приділ Авраамія Ростовського при Богоявленському соборі Авраамієвського монастиря       | Ярославська область, Ростов           | 1553 р.     | Південно-східний безабсидний приділ. |      |
| Вівтарна частина собора Різдва Богородиці Мовчанського монастиря                        | Сумська область, Путивль              | 1602 р.     | Прямокутний четверик. При перебудові соборного комплекса бл. 1700 р., шатро розібране і замінено однобанним восьмериком.                                 |      |
| Приділ Феодора Сікеота, Різдва Богородиці та Апостола Петра при Благовіщенському соборі | Архангельська область, Сольвичегодськ | 1646 р.     | П'ятишатровий південно-західний приділ. Шатри розібрані в 1819 р. після пожежі.                                                                          |      |
| Ризположенський приділ при церкві Іллі Пророка                                          | Ярославль                             | 1650 р.     | Високий південний приділ, з'єднаний з храмом галереєю. Пам'ятка ЮНЕСКО.                                                                                  |      |
| Успенський приділ при церкві Козьми та Даміана в Старих Панях                           | Москва                                | 1650-ті рр. | Північний двухшатровий приділ. Головна церква не збереглась до нашого часу. Шатри приділу — новітня реконструкція.                                       |      |
| Приділи Ольги та Зачаття Іоанна Предтечі при церкві Іоанна Златоуста в Коровніках       | Ярославль                             | 1654 р.     | Два симетричних приділа — з обох боків від храмового ядра.                                                                                               |      |
| Приділ Іллі Пророка при церкві Благовіщення на Воронцовому полі                         | Москва                                | 1654 р.     | Північний двухшатровий двухабсидний приділ. За радянських часів бані основного храму та шатри приділу були знищені. Первісний вигляд досі не відтворено. |      |
| Приділ Павла Обнорського при Троїцькому соборі Павло-Обнорського монастиря              | Вологодська область, Юношеське        | До 1654 р.  | Південний одношатровий одноабсидний приділ. Знищений разом із собором в 1929 р.                                                                          |      |
| Приділи Введенський та Смоленський при Хрестовоздвиженському соборі                     | Ярославська область, Тутаєв           | 1658 р.     | Два асиметричних одноабсидних приділа з півночі та півдня від храмового ядра.                                                                            |      |
| Приділ Архідиякона Стефана при Спасо-Преображенській церкві на Городу                   | Ярославль                             | 1672 р.     | Північний одноабсидний приділ. |      |
| Приділи Варвари та Олексія Митрополита при церкві Миколи Чудотворця Мокрого             | Ярославль                             | 1672 р.     | Два симетричних приділа — з обох боків від храмового ядра.                                                                                               |      |
| Приділ Козьми та Даміана при церкві Спаса Преображення за Волгою                        | Кострома                              | 1688 р.     | Південний одношатровий одноабсидний приділ при трапезній палаті храму. У радянські часи бані церкви та шатро приділу були зруйновані, потім відтворені.  |      |
| Приділ Миколи Чудотворця при церкві Дмитра Солунського                                  | Московська область, Дмитровське       | 1689 р.     | Південний приділ типу «іже під дзвони». Невеликий одноабсидний четверик, увінчаний шатровою дзвіницею.                                                   |      |

## Інші пам'ятки шатрової архітектури, що виконували храмові функції
| Назва                                     | Місцерозташування          | Датування           | Примітки | Фото |
| ----------------------------------------- | -------------------------- | ------------------- | --- | ---- |
| Спаська вежа Сизранського кремля          | Самарська область, Сизрань | 1683 р.             | Споруджена міським воєводою князем Г. О. Козловським як проїзна вежа мурованої фортеці. Згодом — Спасо-Преображенська церква. |      |
| Спаська вежа Казанського кремля           | Татарстан, Казань          | 1672 р. (шатро)     | Виконувала функції храму Спаса Нерукотворного.                                                                                |      |
| Благовіщенська церква Московського кремля | Москва                     | 1680-ті рр. (шатро) | З 1866 р. була приділом Благовіщенської церкви (1731 р., знищена в 1933 р.)                                                   |      |